# (38835) 2000 SS2
2000 SS2 (asteroide 38835) é um asteroide da cintura principal. Possui uma excentricidade de 0.16251740 e uma inclinação de 13.49222º.
Este asteroide foi descoberto no dia 20 de setembro de 2000 por NEAT em Haleakala.